# Анвар, Мина
Мина Анвар (англ. Mina Anwar; род. 20 сентября 1969, Чёрч, Аккрингтон, Ланкашир) — британская актриса пакистанского происхождения, известная ролью констебля Мэгги Хабиб в телесериале «Тонкая голубая линия», выходившем в 1995—1997 гг. на BBC2 и ролью Труди Реман в телесериале «Обитель Анубиса», который выходит с 2011 г. на Nickelodeon.